# Georg von der Gabelentz
Hans Georg Conon von der Gabelentz, född 16 mars 1840 i Poschwitz, Sachsen-Altenburg, död 11 december 1893 i Berlin, var en tysk lingvist och sinolog, son till Hans Conon von der Gabelentz.
von der Gabelentz studerade, liksom fadern, rättsvetenskap men drogs liksom denne över till språkvetenskapen. År 1878 blev han extra ordinarie professor i östasiatiska språk vid universitetet i Leipzig, men flyttade 1889 till universitetet i Berlin som professor i östasiatiska språk och allmän språkvetenskap. Han var en grundlig kännare av ett stort antal språk, men sysslade väsentligen med kinesiska, japanska och manchuiska. 
von der Gabelentz utgav Zhou Dunyis metafysiska arbete Taiji Tushuo (太極圖說) som Thai-Khi-Thu (1878) i tysk översättning, Chinesische Grammatik (1881), Confucius und seine Lehre (1888), Die Sprachwissenschaft (1891; 2:a upplagan 1901) med flera arbeten, av vilka en stor del offentliggjordes som bidrag till Zeitschrift der deutschen morgenländischen Gesellschaft och Zeitschrift für Völkerpsychologie und Sprachwissenschaft.